# محمد بن عبد العزيز القويعي
محمد بن عبد العزيز القويعي باحث وكاتب سعودي مهتم بالتراث الشعبي، ولد في الرياض عام 1359هـ، أعد صفحات التراث في جريدة (الرياض) لسنوات، وصدر له موسوعة (تراث الأجداد). توفي عام 1438هـ (2017م).

## العمل
- عمل موظفاً في وزارة البترول والثروة المعدنية.[4]
- أسس متحفه الخاص وزوده بكافة مقتنياته الأثرية من مختلف مناطق المملكة العربية السعودية، ومن دول الخليج العربي.[5]

## إصدارات
- (تراث الأجداد) [5 أجزاء].[6]

## صدر عنه
كتاب (الرجل المتحف: محمد عبد العزيز القويعي) تأليف: سعد محمد القويعي. صدر عام 1439هـ (2018م).